# Ladrones (film, 2007)
Pour les articles homonymes, voir Ladrones.
Pour plus de détails, voir Fiche technique et Distribution.
Ladrones est un film dramatique réalisé par Jaime Marqués et sorti en 2007.

## Synopsis
Ladrones raconte l'histoire d'un jeune délinquant nommé Alex, et dont la mère fut emprisonnée pour tentative de vol quand il était enfant. Dix ans plus tard, sans n'avoir plus jamais revu sa mère, il se comporte lui aussi comme un pickpocket des métros, et essaye de voler le portefeuille des gens sans se faire prendre.
Bientôt, il va rencontrer une jeune fille de son quartier qui essaya un jour de voler un CD dans un supermarché.
Pris de passion pour elle, il tente de la séduire à plusieurs reprises, mais cette dernière le repousse sans cesse.
Hormis cela, il n'a qu'une obsession : retrouver sa mère...

## Fiche technique
- Titre original : Ladrones
- Réalisation : Jaime Marqués
- Musique : Federico Jusid
- Photographie : David Azcano
- Montage : Iván Aledo
- Ingénieur du son : Elmer Raguse
- Producteur : José Ibáñez
- Société de production : Hal Roach Studios
- Société de distribution : Metro-Goldwyn-Mayer
- Pays d’origine : Espagne
- Langue : espagnol
- Format : Couleur
- Genre : drame
- Date de sortie : 2007

## Distribution
Source principale de la distribution :
- Juan José Ballesta : Alex
- Maria Valverde : Sara
- María Ballesteros : la mère du voleur
- Patrick Bauchau : Anticuario

## Nominations et récompenses
- Prix spécial du jury lors du festival du film de Malaga en 2007[2]
- Jaime Marques remporte un prix lors du festival du film de Locarno